# Шипохвіст південносахарський
Шипохвіст південносахарський (Uromastyx dispar) — представник роду Шипохвостів з родини Агамових. Має 3 підвиди. Інші назви «суданський шипохвіст» та «малійський шипохвіст».

## Опис
Загальна довжина сягає 37,6-50 см. Довжина хвоста становить 57-69% довжини тулуба та голови. Передні краї вушних отворів мають збільшену зубоподібну луску. На голові, передніх кінцівках та тулубі горбкуватої луски немає, вона є лише з боків шиї й на верхній поверхні задніх кінцівок. На нижній стороні стегон є від 11 до 18 стегнових пор. Хвіст зверху вкрито 16-21 поперечними рядками великої шипастої луски. При цьому останні 2-5 верхніх рядків складають разом з нижніми суцільні кільця. 
Забарвлення коливається залежно від підвиду, однак спільною рисою є чорне забарвлення голови, кінцівок і хвоста (а часто і черева) у дорослих самців. Забарвлення у самців підвиду Uromastyx dispar dispar яскраво—жовте або зеленувато-жовте, тоді як голова, кінцівки і хвіст чорні. Самки піщано-жовті з невеликими темними цяточками. Підвід  Uromastyx dispar maliensis темніший, ніж у попереднього, чим старше тварина, тим вона темніше. На спині по темному фону розташовуються жовті округлі плями, деякі з яких можуть частково зливатися, але вони ніколи не утворюють суцільних смуг через усю спину. У самок спина коричнювато-бежева з невеликими темно-коричневими плямами неправильної форми. Самці підвиду Uromastyx dispar flavifasciata чорні з 5-7 широкими жовтими, білими, іноді червоними, смугами поперек спини. Зрідка зустрічаються повністю чорні особини. У самок часто бувають помаранчеві округлі плями вздовж хребта. 

## Спосіб життя
Полюбляє напівпустельні та степові місцинами з піщаними ґрунтами і, на відміну від багатьох інших видів, не тяжіє до кам'янистих і скелястим ділянкам. Харчується комахами та рослинною їжею.
Це яйцекладна ящірка. Вагітність в залежності від підвиду триває 4,5-6 тижнів, термін інкубації яєць сильно залежать від температури і коливаються від 72 (при 32 ° C) до 130-135 днів (при 26-29 ° C). Кількість яєць у кладці 10-16 у Uromastyx dispar flavifasciata, 12-16 у Uromastyx dispar dispar і до 24 яєць у Uromastyx dispar maliensis. Новонароджені дитинчата важать 4,7-6 г і досягають довжини 6,9-7,7 см.

## Розповсюдження
Має протяжний, хоча і розірваний ареал, який охоплює південну частину Сахари від Судану до Мавританії та Західної Сахари. При цьому ареали всіх трьох підвидів цього виду розташовуються в широтному напрямку і не стикаються один з одним. 

## Підвиди
- Uromastyx dispar dispar
- Uromastyx dispar flavifasciata
- Uromastyx dispar maliensis